# Amtsgericht Veckerhagen

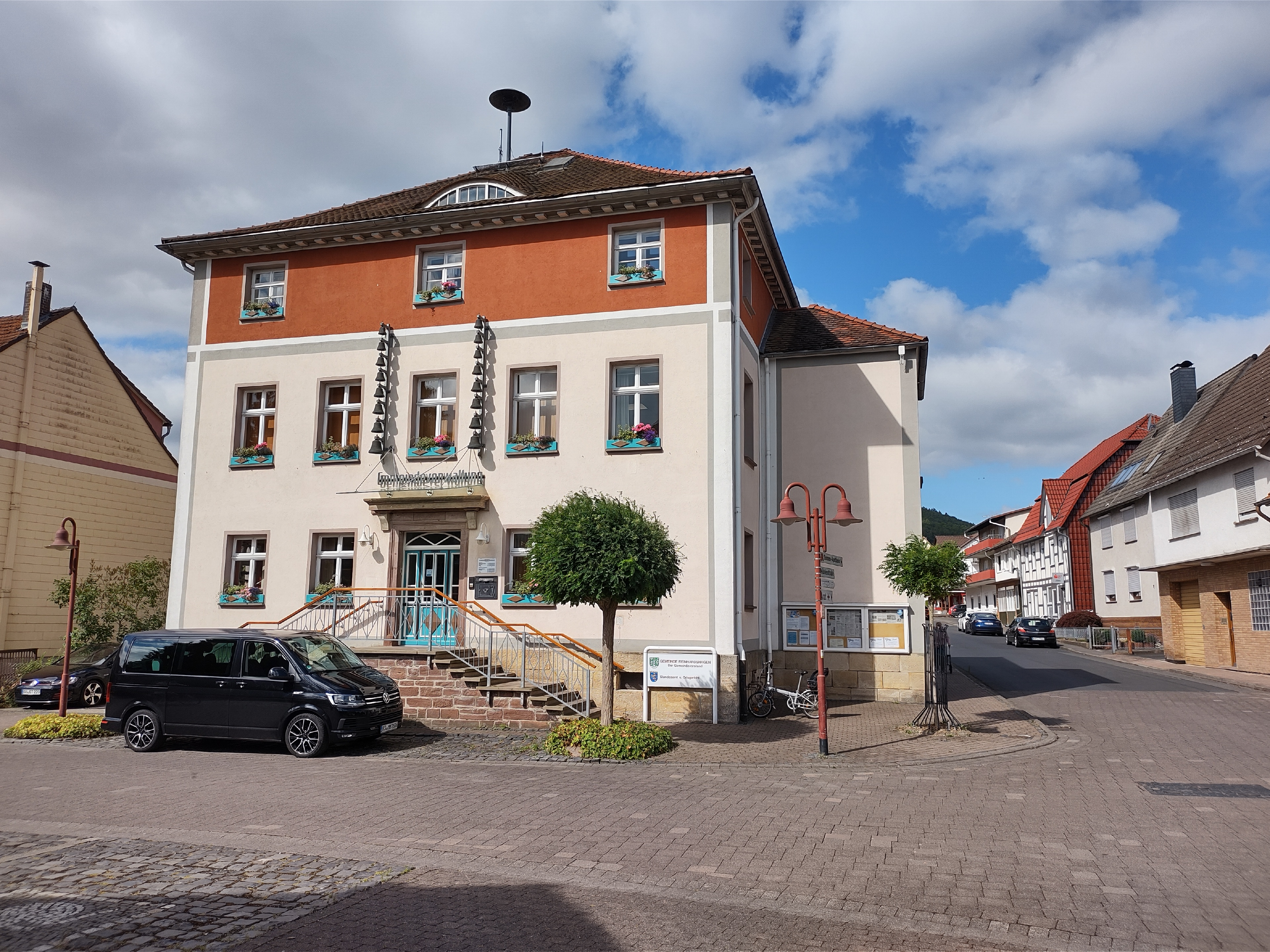
Rathaus Reinhardshagen, vorher Sitz des Gerichtes (2022)

Das Amtsgericht Veckerhagen war ein preußisches Amtsgericht mit Sitz in Veckerhagen.

## Vorgeschichte
In Kurhessen erfolgte 1821 die Trennung der Rechtsprechung von der Verwaltung und für die Rechtsprechung wurden Justizämter, darunter das Justizamt Sababurg mit Sitz in Veckerhagen eingerichtet. Es war dem Obergericht für die Provinz Niederhessen zugeordnet.

## Geschichte
Mit der Annexion Kurhessens durch Preußen 1866 wurden in der neuen Provinz Hessen-Nassau Amtsgerichte eingerichtet. Das Justizamt Sababurg wurde entsprechend in das Amtsgericht Veckerhagen umgewandelt. Dieses war dem Kreisgericht Kassel zugeordnet. Mit der Einführung der Reichsjustizgesetze entstanden 1879 reichsweit einheitlich Amtsgerichte. Das Amtsgericht Veckerhagen behielt damit seinen Namen und erhielt die neuen Funktionen. Es war nun eines der 34 Amtsgerichte im Bezirk des Landgerichtes Kassel. Am Gericht bestand eine Richterstelle. Es war damit ein kleines Amtsgericht im Landgerichtsbezirk. In Oedelsheim wurden Gerichtstage abgehalten. Sein Gerichtsbezirk umfasste aus dem Kreis Hofgeismar die Gemeindebezirke Arenborn, Gieselwerder, Gottstreu, Heisebeck, Holzhausen, Oedelsheim, Vaake, Veckerhagen und Vernawahlshausen und die Gutsbezirke (Oberförstereien) Gahrenberg, Heisebeck, Sababurg und Veckerhagen. In Folge der Weltwirtschaftskrise wurden 60 Amtsgerichte auf Grund von Sparverordnungen aufgehoben. Mit der Verordnung über die Aufhebung von Amtsgerichten vom 30. Juli 1932 wurde das Amtsgericht Veckerhagen zum 30. September 1932 aufgehoben und sein Sprengel zwischen dem Amtsgericht Hofgeismar, Amtsgericht Grebenstein und Amtsgericht Karlshafen aufgeteilt.

## Gebäude
Das Amtsgericht nutzte das heutige Rathaus Reinhardshagen als Amtsgebäude. Es steht heute als Kulturdenkmal unter Denkmalschutz.